# AIM-Verlagshaus
Das AIM-Verlagshaus ist ein 2002 gegründeter Verlag mit Sitz in Frankfurt am Main, der überwiegend Werke zu Theologie, Wirtschaft und Gesellschaftsthemen publiziert.

## Empirie und Kirchliche Praxis
Die Buchreihe Empirie und Kirchliche Praxis (kurz: EuKP) wird von Karl-Wilhelm Dahm, Peter Höhmann und Dieter Becker (leitend) herausgegeben. Ziel der 2005 gegründeten Buchreihe ist es, empirische Zugänge zu theologisch-wissenschaftlichen und theologisch-praktischen Themengebieten zu eröffnen. Dabei sollen vor allem empirische Zugänge, die vorrangig mit Hilfe der Methoden der empirischen Sozialforschung erfasst und ausgewertet wurden, in den Fokus geraten. Die Vorlagerung einer empirischen Erforschung in der Theologie vor einen rein hermeneutischen Zugang steht dabei im Blick.